# Доброволчески сектор
Доброволчески сектор или общностен сектор (също сектор с нестопанска цел) е онази сфера на социалната активност, с която се занимават организации, които са с нестопанска цел и неправителствени.
Този сектор е наричан също така трети сектор, по отношение на публичния и частния сектор. Граждански сектор е друг термин, използван за този сектор, с който се набляга на отношението му към гражданското общество.